# Лярыкни
Лярыкни — река в России, протекает в Ханты-Мансийском АО по территории Юганского заповедника. Устье реки находится в 316 км от устья реки Малый Юган по левому берегу. Длина реки составляет 34 км.

## Данные водного реестра
По данным государственного водного реестра России относится к Верхнеобскому бассейновому округу, водохозяйственный участок реки — Обь от города Нефтеюганск до впадения реки Иртыш, речной подбассейн реки — Обь ниже Ваха до впадения Иртыша. Речной бассейн реки — (Верхняя) Обь до впадения Иртыша.
Код объекта в государственном водном реестре — 13011100212115200048700.